# Franky Van der Elst
Franky Van der Elst (Ninove, 1961. április 30. –) belga válogatott labdarúgó. A FIFA 100 tagja.
A belga válogatott tagjaként részt vett az 1986-os, az 1990-es, az 1994-es és az 1998-as világbajnokságon.

## Sikerei, díjai
Club Brugge
- Belga bajnok (5): 1987–88, 1989–90, 1991–92, 1995–96, 1997–98
- Belga kupa (3): 1990–91, 1994–95, 1995–96
- Belga szuperkupa (7): 1988, 1990, 1991, 1992, 1994, 1996, 1998